# Blåkronad juveltrast
Blåkronad juveltrast (Hydrornis gurneyi) är en starkt utrotningshotad fågel i familjen juveltrastar som förekommer i Sydostasien.

## Utseende och läte
Blåkronad juveltrast är en 18,5–20,5 cm lång, omisskännlig juveltrast med blå hjässa. Hanen har svart på främre delen av hjässan och huvudsidorna, liksom på undre stjärttäckarna. Undersidan är gul med svart på mitten av bröst och buk, medan flankerna är svartbandade. Resten av ovansidan är varmbrun, stjärten djupt blå med turkos anstrykning.
Honan är beigebrun på hjässa och nacke, brunsvart på huvudsidorna med ljusare streck, vitaktig på strupen och ljust beigevit med mörka band på resten av undersidan. Sången består av ett explosivt "lilip".

## Utbredning och status
Blåkronad juveltrast förekommer enbart i allra sydligaste Myanmar (södra Tenasserim), tidigare även på thailändska halvön där den nu kan vara utdöd. IUCN kategoriserar arten som akut hotad.